# سیارک ۱۹۱۲۰
سیارک ۱۹۱۲۰ (به انگلیسی: 19120 Doronina، نامگذاری:1983PM1) نوزده هزار و صد و بیستمین سیارک کشف شده‌است که در ۶ اوت ۱۹۸۳ کشف شد.
قدر مطلق سیارک برابر ۲۸.۲ است.